# ولاية نغاريملينغوي

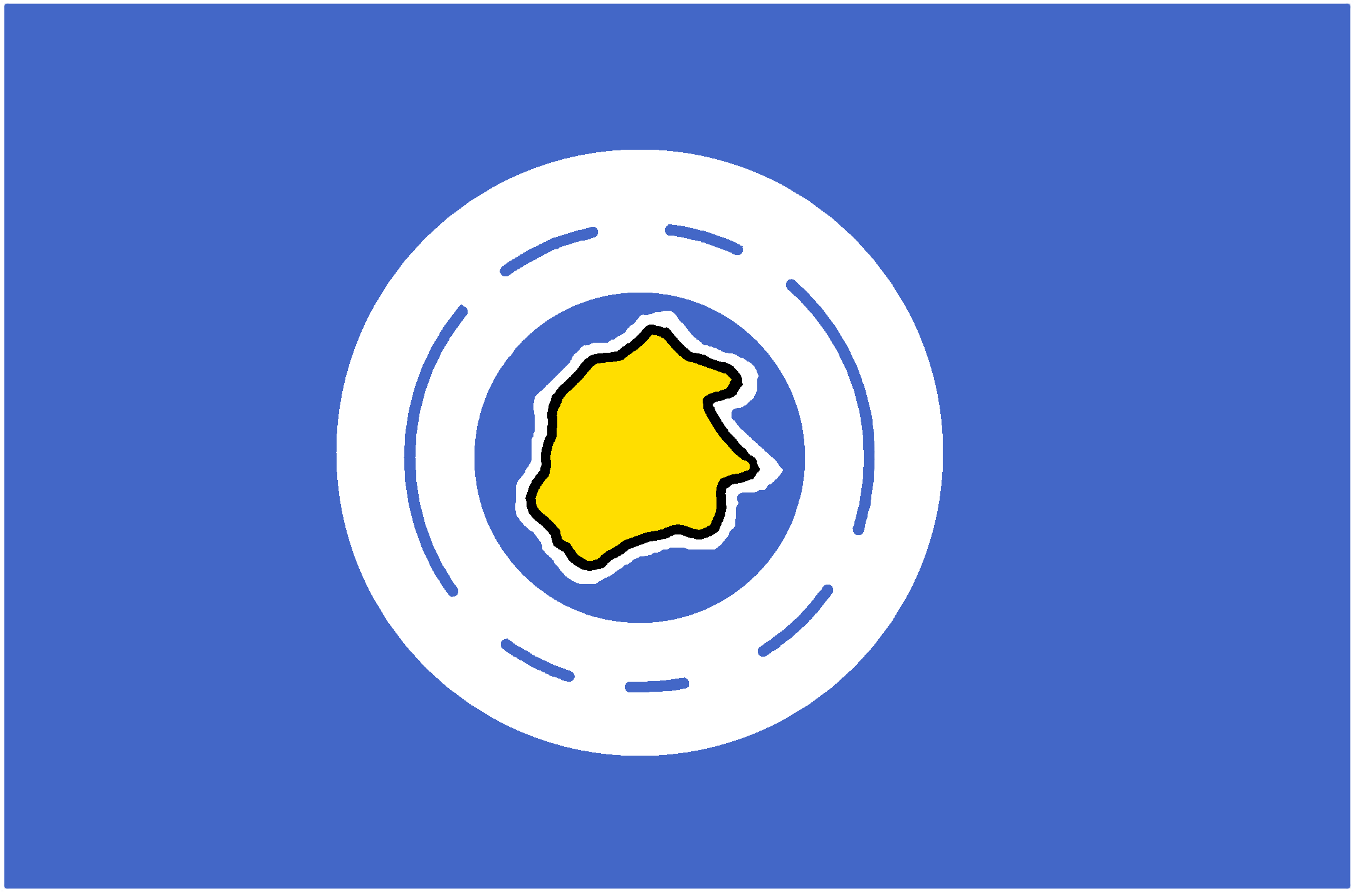
علم منطقة نغاريملينغوي

نغاريملينغوي (بالأنكليزية:Ngeremlengui) هي واحدة من ستة عشر ولاية في جمهورية بالاو. ويبلغ عدد سكانها حوالي 317 نسمة (وفقا لتعداد عام 2005)، وتقع غرب ولاية ميلكيوك. عاصمة ولاية نغاريملينغوي هي أيميونغ وتقع على الجانب الغربي من بابلداوب، التي تعد أكبر جزيرة في بالاو. تعد ولاية نغاريملينغوي الأكبر بين جميع ولايات بالاو الستة عشر وتبلغ مساحتها حوالي 65 km2.